# Caster Semenya
Caster Semenya, née le 7 janvier 1991 à Pietersburg, est une athlète sud-africaine, spécialiste notamment du 800 mètres. Elle est double championne olympique et triple championne du monde sur cette distance. Son hyperandrogénie suscite la polémique : en 2019, les instances sportives internationales ont jugé qu’elle est « biologiquement un homme », bien qu'elle soit une femme intersexe.

## Biographie

### Championne du monde à Berlin (2009)

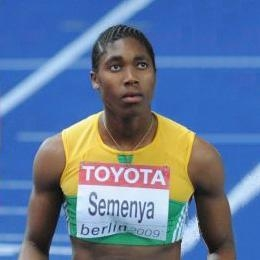
Caster Semenya lors des championnats du monde 2009, qu'elle remporte.

Mokgadi Caster Semenya fait ses débuts sur la scène internationale à l'occasion des Championnats du monde juniors de 2008 de Bydgoszcz. Avec 2 min 11 s 98, elle ne parvient pas à franchir le cap des séries du 800 mètres (son meilleur temps à l'époque n'est que de 2 min 4 s 23). Le 31 juillet 2009, lors des Championnats d'Afrique juniors de Bambous (Maurice), elle remporte la finale du 800 mètres en 1 min 56 s 72, améliorant le record national d'Afrique du Sud, et réalisant la meilleure performance mondiale de l'année sur la distance.
Le 19 août 2009, Caster Semenya remporte la médaille d'or des Championnats du monde de Berlin en 1 min 55 s 45, meilleure performance mondiale de l'année, abaissant ainsi de plus d'une seconde son record personnel. Elle devance la Kényane Janeth Jepkosgei et la Britannique Jennifer Meadows.
Son apparence et sa voix, particulièrement masculines, font débat : l'IAAF décide de la soumettre à des tests de féminité quelques heures avant la finale de Berlin. L'athlète est intersexuée avec une production inhabituelle de testostérone, un déficit en 5-alpha réductase et un génotype XY. Un examen médical en ce sens avait été déjà effectué sur l'athlète avant les Championnats du monde à Berlin, mais la fédération sud-africaine, qui en a eu connaissance, a confirmé son inscription au 800 m des championnats qu'elle a remportés.
Le 6 juillet 2010, l'IAAF annonce une décision qui surprend : Caster Semenya est de nouveau autorisée à concourir, mais sous la condition que ses taux de testostérone soient en dessous de la limite de la normale pour une femme, ce qui implique de prendre un traitement anti-androgène[réf. nécessaire]. Elle entreprend alors de se préparer aux Championnats du monde 2011 de Daegu et participe au 2e meeting sur 800 mètres de la ligue de diamant 2011, elle termine 2e en 1 min 58 s 88 derrière la Jamaïcaine Kenia Sinclair. À Daegu, Semenya se classe deuxième de la finale du 800 mètres, derrière la Russe Mariya Savinova mais, en 2017, elle se voit attribuer la médaille d'or à la suite de la découverte du dopage de Savinova,.

### Titre mondial et olympique à la suite du dopage de Savinova (2011-2012)

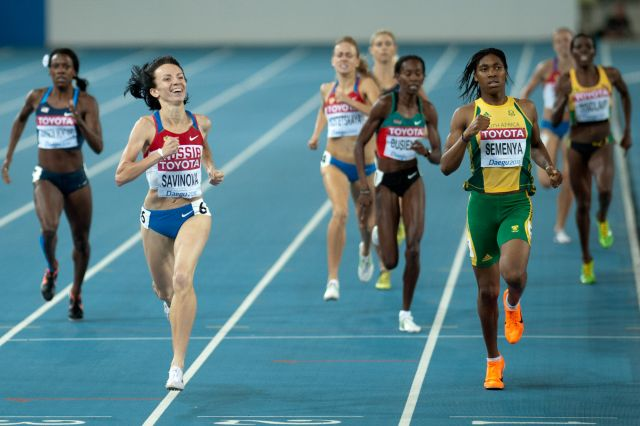
Finale des championnats du monde 2011.

Le 24 octobre 2011, elle choisit Maria Mutola comme nouvelle entraîneuse afin de préparer les Jeux olympiques de 2012, pour lesquels elle est le porte-drapeau de l'Afrique du Sud lors de la cérémonie d'ouverture. En finale du 800 mètres, elle est en dernière position à la cloche. Elle prend finalement la deuxième place, derrière la Russe Mariya Savinova mais, à la suite du déclassement de Savinova pour dopage, le titre lui revient en 2017.
En novembre 2014, alors qu'elle pensait mettre un terme à sa carrière sportive, Caster Semenya décide de quitter le groupe de Maria Mutola pour s'entrainer avec Jean Verster à Potchefstroom.
En septembre 2015, elle remporte la médaille d'or aux Jeux africains de Brazzaville. En décembre suivant, elle se marie avec sa compagne Violet Raseboya, une ancienne athlète spécialiste du 1 500 m (4 min 16).

### Deuxième titre olympique (2016)
Engagée également en 2016 sur 400 m, elle bat son record le 12 mars en 51 s 47. Le 16 avril, elle remporte les Championnats nationaux en établissant deux meilleures performances mondiales de l'année : sur 400 m (50 s 74) puis sur 800 m en 1 min 58 s 45. Cette marque sur le double-tour de piste est son meilleur temps depuis les Jeux olympiques de Londres en 2012,. Le 22 mai 2016, la Sud-Africaine s'impose au Meeting international Mohammed-VI de Rabat en 1 min 56 s 64, nouvelle meilleure performance mondiale de l'année et record du meeting.
Lors des championnats d'Afrique 2016 disputés fin juin à Durban, Semenya remporte son 1er titre continental en s'imposant sur la distance du 1 500 m en 4 min 1 s 99, abaissant ainsi son record personnel de plus de six secondes (4 min 8 s 01 en 2009). Elle s'adjuge ensuite le titre du 800 m en 1 min 58 s 20, puis celui du 4 × 400 m en compagnie de Wenda Nel, Justine Palframan et Jeanelle Griesel.
À la veille des Jeux olympiques de 2016, où la domination de Semenya est annoncée, la Britannique Paula Radcliffe déclare à son sujet « Ce n'est pas du sport » et regrette que la Sud-Africaine puisse courir malgré son hyperandrogénie. À Rio de Janeiro, la Sud-Africaine décroche son deuxième titre olympique, en établissant un nouveau record personnel en 1 min 55 s 28, devant Francine Niyonsaba et Margaret Wambui. Le 9 septembre 2016, elle s'impose sur 400 m lors du Mémorial Van Damme de Bruxelles en 50 s 40, record personnel. Quelques jours plus tôt, elle s'était assuré le trophée de la Ligue de diamant 2016 sur 800 m en remportant le meeting de Zurich.

### Médaille d'or et de bronze à Londres (2017)

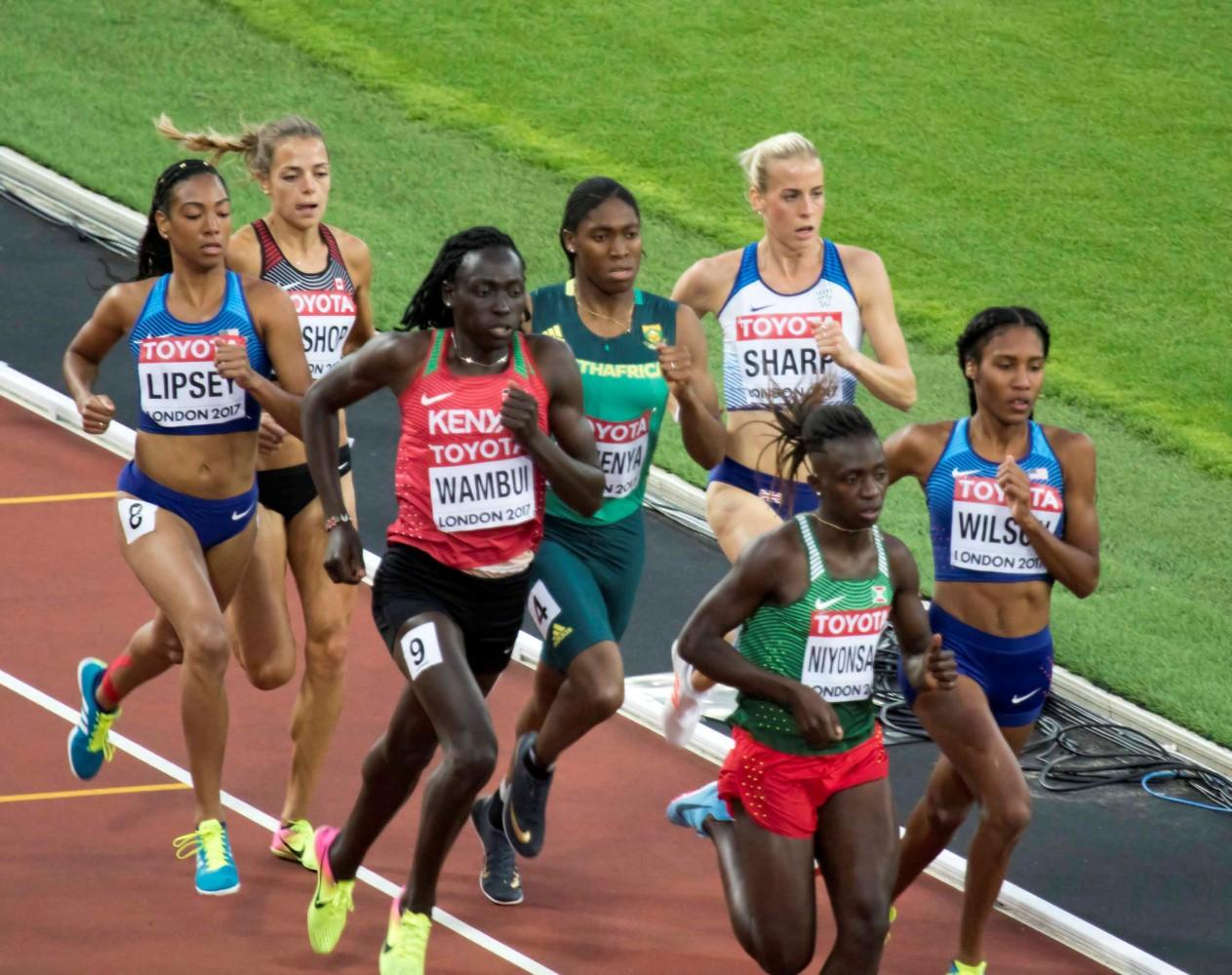
Semenya lors de la finale du 800 mètres des championnats du monde 2017.

Le 21 et 22 avril 2017, elle réalise le doublé 400 m et 800 m aux championnats nationaux, s'imposant en 51 s 60 et 2 min 1 s 03. Le 5 mai, elle s'impose à Doha en 1 min 56 s 61. Le 21 juillet, à Monaco, Semenya bat son propre record personnel d'un centième, établissant la meilleure performance mondiale de l'année, le record de la ligue de diamant et un record du meeting.
Aux Championnats du monde de Londres, le 7 août, Caster Semenya décroche la médaille de bronze du 1 500 m en 4 min 2 s 90, derrière la Kényane Faith Kipyegon et l'Américaine Jennifer Simpson. Six jours plus tard, et comme attendu, la Sud-Africaine décroche le titre mondial sur 800 m en 1 min 55 s 16, record d'Afrique du Sud. Elle devance Francine Niyonsaba (1 min 55 s 92) et Ajeé Wilson (1 min 56 s 65).
Le 24 août, lors du Weltklasse Zürich, étape finale de la Ligue de diamant et dans une nouvelle formule où le vainqueur de la finale remporte le trophée, elle décroche le titre en s'imposant en 1 min 55 s 84. Trois jours plus tard, à Berlin, elle établit la meilleure performance mondiale de tous les temps sur l'épreuve du 600 m, en 1 min 21 s 77.

### Quatrième performance de l'histoire à Paris (2018)

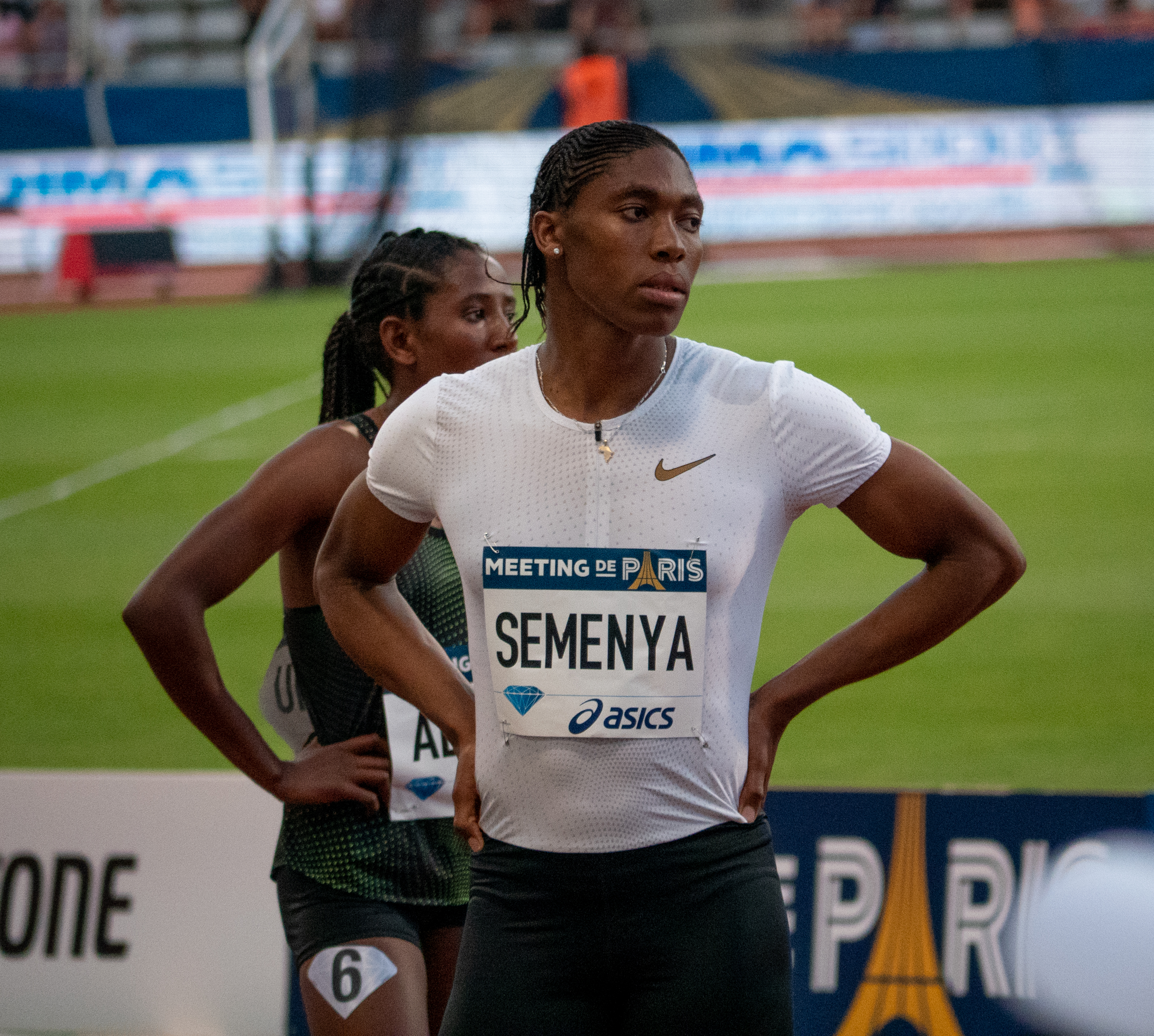
Caster Semenya lors du Meeting de Paris 2018.

En avril 2018, Caster Semenya se rend à ses premiers Jeux du Commonwealth, à Gold Coast : elle réalise un doublé inédit 800 m - 1 500 m, en s'imposant tout d'abord sur la plus longue distance en 4 min 0 s 71, améliorant également le record des Jeux et s'emparant du record d'Afrique du Sud de Zola Budd, qui était de 4 min 1 s 81 depuis 1984. Puis, en 1 min 56 s 68, elle s'octroie la victoire sur sa distance de prédilection améliorant le record des Jeux de son ancienne coach et légende de l'épreuve Maria Mutola, datant de 2002.
Après les Jeux, Caster Semenya s'aligne au Prefontaine Classic le 26 mai, qu'elle remporte en 1 min 55 s 92. Le 7 juin, elle remporte les Bislett Games d'Oslo en 1 min 57 s 25.
Le 30 juin, à l'occasion du Meeting de Paris, Semenya s'aligne comme toujours sur le 800 mètres. Cette fois, aucun lièvre n'a été mis en place car la Sud-Africaine avait été insatisfaite des temps de passage d'Oslo. Partant alors en solo, la championne du monde remporte la course avec une large avance, avec un temps d'1 min 54 s 25. Avec cette performance, elle devient la quatrième femme la plus rapide de l'histoire, battant à la fois la meilleure performance mondiale de l'année, le record de la Ligue de diamant, le record du meeting et le record national d'Afrique du Sud. Le 20 juillet, lors du Meeting Herculis de Monaco, elle confirme sa récente performance en battant son propre record du meeting en 1 min 54 s 60,.
En août, lors des championnats d'Afrique d'Asaba, Caster Semenya réalise le doublé 400 m / 800 m. Sur le tour de piste, elle s'impose en descendant pour la première fois sous la barrière des 50 secondes, 49 s 96 (et non 49 s 66 comme annoncé dans un premier temps) et bat le record d'Afrique du Sud. Deux jours plus tard, elle remporte le double tour de piste en 1 min 56 s 06, et améliore de 20 centièmes de seconde le record des championnats détenu depuis 1993 par Maria Mutola.
Le 22 août, à Chorzów, elle confirme son chrono sur 400 mètres en s'imposant en 50 s 06, devant la toute nouvelle championne d'Europe Justyna Święty-Ersetic (51 s 45). Elle remporte la Ligue de diamant 2018 en 800 m lors du Weltklasse Zurich en 1 min 55 s 27 devant l'Américaine Ajeé Wilson et la Jamaïcaine Natoya Goule.

## Hyperandrogénie et possible départ
En avril 2018, l'IAAF, Fédération internationale d'athlétisme, établit un règlement concernant l'hyperandrogénie, qui impose aux sportives concernées par cet excès d'hormones masculines de prendre des médicaments pour faire baisser le taux de testostérones que produit naturellement leurs corps et qui favorise le développement de leurs muscles. L’IAAF considère en effet que biologiquement, elles sont des hommes. Selon le scientifique Ross Tucker, Caster Semenya perdrait 7 secondes sur 800 m en cas de mise en place d'un tel traitement. L’athlète sud-africaine dépose une première requête contre cette nouvelle règlementation. Le 18 février 2019 commence l'examen de ce recours auprès du Tribunal arbitral du sport (TAS), recours posé pour « discrimination ». Elle est soutenue par le gouvernement sud-africain dans sa démarche ainsi que par le Conseil des droits de l'homme des Nations unies. Néanmoins, le 1er mai 2019 le TAS donne raison à l’IAAF et autorise sous conditions le dosage de testostérone. Le lendemain, Caster Semenya déclare qu’elle envisage de renoncer à sa carrière « la tête haute ». Elle s'inscrit à la dernière minute au meeting de Doha de la Diamond League, qui se déroule le 3 mai 2019, cette compétition est la dernière à laquelle elle peut participer avant le début de son traitement fixé au 7 mai : elle remporte la course en 1 min 54 s 99, battant ainsi le record du meeting qu'elle détenait depuis 2016. En juin, dans son mémoire de défense devant le Tribunal arbitral du sport, l’IAAF affirme que Semenya est « biologiquement un homme ».
Après la décision de la Cour suprême suisse de lever la suspension du règlement de l'IAAF concernant les athlètes hyperandrogènes, elle annonce, le 30 juillet 2019, qu’elle est contrainte de renoncer aux Championnats du monde d'athlétisme prévus deux mois plus tard à Doha, au Qatar. L’athlète dépose par ailleurs un recours contre cette décision mais le 8 septembre 2020, la justice suisse le rejette. En novembre 2020, les avocats de Caster Semenya, exclue de certaines courses à moins qu'elle ne prenne des suppresseurs d'hormones, saisissent la Cour européenne des droits de l'homme pour contester l'interdiction,. En février 2021, Caster Semenya saisit la Cour européenne des droits de l'Homme dans le bras de fer qui l'oppose à la Fédération internationale d'athlétisme. L'IAAF lui impose de suivre un traitement pour faire baisser son taux de testostérone si elle souhaite concourir avec les femmes. La sportive de 29 ans s'y oppose, ses avocats dénoncent une violation de ses droits. Selon la Fédération internationale d'athlétisme, Caster Semenya présente le schéma chromosomique masculin XY, est dotée de testicules internes et n'est pas dotée d'organes féminins, son taux d'hormones masculines est plus élevé que chez les femmes (qui portent les chromosomes XX), un ensemble qui lui donne selon l'IAAF un avantage injuste sur les autres femmes athlètes en termes de force physique.
Dans un arrêt daté du 11 juillet 2023, la Cour européenne des droits de l'homme donne raison à Caster Semenya. Elle statue que le fait de lui imposer un traitement hormonal afin d'être autorisée à participer est en soi une violation de la convention.  Le 6 novembre 2023, la cause est renvoyée devant la Grande Chambre de la Cour européenne des droits de l'homme qui devra statuer à 17 juges.  Dans un arrêt rendu le 10 juillet 2025, la Grande Chambre estime que le Tribunal fédéral suisse n'a pas examiné l'affaire avec le niveau de rigueur requis, violant ainsi le droit de l'athlète à un procès équitable, et condamne la Suisse à lui verser 80 000 € pour frais et dépens.  En revanche, la Cour s'estime incompétente sur la question de la discrimination dont elle aurait été victime.

## Vie personnelle
En décembre 2015, Caster Semenya épouse Violet Raseboya (en), une ancienne athlète. En juin 2020, elles confirment implicitement que Violet est enceinte en publiant sur Twitter puis sur Instagram des photos de baskets pour jeunes enfants. En 2022, Caster Semenya révèle qu'elle et son épouse Violet Raseboya ont eu recours à une insémination artificielle pour concevoir leur premier enfant, Ora Semenya.

## Palmarès
| Date | Compétition                         | Lieu             | Résultat | Épreuve         | Temps         |
| ---- | ----------------------------------- | ---------------- | -------- | --------------- | ------------- |
| 2008 | Jeux du Commonwealth de la jeunesse | Pune             | 1re      | 800 m           | 2 min 04 s 23 |
| 2009 | Championnats d'Afrique juniors      | Bambous          | 1re      | 800 m           | 1 min 56 s 72 |
| 2009 | Championnats d'Afrique juniors      | Bambous          | 1re      | 1 500 m         | 4 min 08 s 01 |
| 2009 | Championnats du monde               | Berlin           | 1re      | 800 m           | 1 min 55 s 45 |
| 2011 | Championnats du monde               | Daegu            | 1re      | 800 m           | 1 min 56 s 35 |
| 2012 | Jeux olympiques                     | Londres          | 1re      | 800 m           | 1 min 57 s 23 |
| 2015 | Jeux africains                      | Brazzaville      | 1re      | 800 m           | 2 min 00 s 97 |
| 2015 | Jeux africains                      | Brazzaville      | 8e       | 1 500 m         | 4 min 23 s 00 |
| 2016 | Championnats d'Afrique              | Durban           | 1re      | 800 m           | 1 min 58 s 20 |
| 2016 | Championnats d'Afrique              | Durban           | 1re      | 1 500 m         | 4 min 01 s 99 |
| 2016 | Championnats d'Afrique              | Durban           | 1re      | 4 × 400 m       | 3 min 28 s 50 |
| 2016 | Jeux olympiques                     | Rio de Janeiro   | 1re      | 800 m           | 1 min 55 s 28 |
| 2016 | Ligue de diamant                    | Ligue de diamant | 1re      | 800 m           | détails       |
| 2017 | Championnats du monde               | Londres          | 1re      | 800 m           | 1 min 55 s 16 |
| 2017 | Championnats du monde               | Londres          | 3e       | 1 500 m         | 4 min 02 s 90 |
| 2017 | Ligue de diamant                    | Ligue de diamant | 1re      | 800 m           | 1 min 55 s 84 |
| 2018 | Jeux du Commonwealth                | Gold Coast       | 1re      | 800 m           | 1 min 56 s 68 |
| 2018 | Jeux du Commonwealth                | Gold Coast       | 1re      | 1 500 m         | 4 min 00 s 71 |
| 2018 | Championnats d'Afrique              | Asaba            | 1re      | 400 m           | 49 s 96       |
| 2018 | Championnats d'Afrique              | Asaba            | 1re      | 800 m           | 1 min 56 s 06 |
| 2018 | Ligue de diamant                    | Ligue de diamant | 1re      | 800 m           | 1 min 55 s 27 |
| 2018 | Coupe continentale                  | Ostrava          | 2e       | 400 m           | 49 s 62       |
| 2018 | Coupe continentale                  | Ostrava          | 1re      | 800 m           | 1 min 54 s 77 |
| 2018 | Coupe continentale                  | Ostrava          | 2e       | 4 × 400 m mixte | 3 min 16 s 19 |

## Records

### Records personnels
| Épreuve | Temps              | Lieu          | Date             |
| ------- | ------------------ | ------------- | ---------------- |
| 300 m   | 36 s 78            | Johannesbourg | 14 février 2020  |
| 400 m   | 49 s 62 (NR)       | Ostrava       | 8 septembre 2018 |
| 600 m   | 1 min 21 s 77 (WB) | Berlin        | 27 août 2017     |
| 800 m   | 1 min 54 s 25 (NR) | Paris         | 30 juin 2018     |
| 1 000 m | 2 min 30 s 70 (NR) | Berlin        | 2 septembre 2018 |
| 1 500 m | 3 min 59 s 92 (NR) | Doha          | 4 mai 2018       |
| 2 000 m | 5 min 38 s 19      | Montreuil     | 11 juin 2019     |
| 3 000 m | 8 min 54 s 97      | Le Cap        | 23 mars 2022     |
| 5 000 m | 16 min 5 s 97      | Potchefstroom | 25 avril 2019    |

### Meilleures performances par année
| Année | Temps         | Date             | Lieu           | Rang |
| ----- | ------------- | ---------------- | -------------- | ---- |
| 2008  | 2 min 4 s 23  | 16 octobre 2008  | Pune           |      |
| 2009  | 1 min 55 s 45 | 19 août 2009     | Berlin         | 1    |
| 2010  | 1 min 58 s 16 | 9 septembre 2010 | Milan          | 5    |
| 2011  | 1 min 56 s 35 | 4 septembre 2011 | Daegu          | 1    |
| 2012  | 1 min 57 s 23 | 11 août 2012     | Londres        | 3    |
| 2013  | 1 min 58 s 92 | 8 septembre 2013 | Rieti          | 9    |
| 2014  | 2 min 2 s 66  | 5 juin 2014      | Rome           |      |
| 2015  | 1 min 59 s 59 | 26 août 2015     | Pékin          |      |
| 2016  | 1 min 55 s 28 | 20 août 2016     | Rio de Janeiro | 1    |
| 2017  | 1 min 55 s 16 | 13 août 2017     | Londres        | 1    |
| 2018  | 1 min 54 s 25 | 30 juin 2018     | Paris          | 1    |